# Patrik Johansson (friidrottare)
Patrik Johansson, född 28 juli 1972, är en svensk före detta friidrottare (medeldistanslöpare). Han tävlade för IFK Växjö och Spårvägens FK.

## Personliga rekord
| Utomhus - 800 meter – 1:48,99 (Växjö 29 augusti 2000) - 1 000 meter – 2:19,6 (Alingsås 1 september 1999) - 1 500 meter – 3:38,95 (Hengelo, Nederländerna 31 maj 1997) - 1 engelsk mil – 3:59,21 (Växjö 10 augusti 1999) - 3 000 meter – 8:17,99 (Euraåminne, Finland 25 juni 2003) - 5 000 meter – 15:07,78 (Västerås 10 juli 2003) | Inomhus - 800 meter – 1:48,59 (Malmö 1 februari 1997) - 1 000 meter – 2:21,16 (Stockholm 20 februari 1997) - 1 500 meter – 3:41,19 (Sevilla, Spanien 17 februari 1995) - 1 500 meter – 3:45,57 (Malmö 30 januari 1999) - 3 000 meter – 8:02,03 (Sätra 13 februari 1999) |

### Fotnoter
1. ↑  Wiger 2006, s. 49.
2. 1 2 3 4 5 6 7 8 9 10  Wiger 2006, s. 53.
3. 1 2  Wiger 2006, s. 77.
4. 1 2  Wiger 2006, s. 81.
5. 1 2 3 4 5 6 7 8 9 10 11  ”Personsida på AllAthletics”. all-athletics.com. Arkiverad från originalet den 10 augusti 2016. https://web.archive.org/web/20160810122147/http://www.all-athletics.com/node/74103. Läst 13 juni 2016.
6. 1 2 3 4  ”Personsida på IAAF:s webbplats”. iaaf.org]. http://www.iaaf.org/athletes/sweden/patrik-johansson-1301. Läst 13 juni 2016.